# Open'er Festival
L’Open'er Festival (formalmente Heineken Open'er Festival dal nome dello sponsor principale, il produttore di birra Heineken) è un festival musicale che si svolge sulla costa nord della Polonia nella città di Gdynia.
La prima edizione venne organizzata a Varsavia nel 2002 con il nome Open Air Festival e l'organizzatore principale del festival è il Concert agency Alter Art.
L'edizione del 2015 si è tenuta dal 1° al 4 luglio.